# Paullinia acutangula
Paullinia acutangula är en kinesträdsväxtart som först beskrevs av Ruiz & Pav., och fick sitt nu gällande namn av Christiaan Hendrik Persoon. Paullinia acutangula ingår i släktet Paullinia och familjen kinesträdsväxter. Inga underarter finns listade i Catalogue of Life.